# Pseudoharpya opulenta
Pseudoharpya opulenta är en skalbaggsart som först beskrevs av Edgar von Harold 1879.  Pseudoharpya opulenta ingår i släktet Pseudoharpya och familjen långhorningar. Inga underarter finns listade i Catalogue of Life.